# منتخب الولايات المتحدة لهوكي الجليد للسيدات
منتخب الولايات المتحدة الوطني لهوكي الجليد للسيدات هو ممثل الولايات المتحدة الرسمي في المنافسات الدولية في هوكي الجليد في فئة هوكي الجليد للسيدات ‏. تأسس في 1987.

## وصلات خارجية
- الموقع الرسمي